# StarHub
StarHub est une entreprise singapourienne spécialisée dans les télécommunications.

## Historique
La société StarHub obtient une licence d'exploitation des réseaux de communication et de téléphonie mobile le 7 mai 1998 dans le cadre de la libéralisation du secteur des télécommunications par le gouvernement singapourien prévu initialement en 2002. Dès 2000, la libéralisation complète du secteur est entreprise et le groupe StarHub est officiellement lancé en avril 2000 avec pour actionnaires principaux les sociétés ST Telemedia, Singapore Power, BT Group et NTT.
La société est introduite à la bourse de Singapour en octobre 2004.

## Activités
- Téléphonie mobile (StarHub Mobile Pte Ltd)
- Télévision payante (StarHub Cable Vision Ltd)
- Fournisseur d'accès à internet (StarHub Internet Pte Ltd)
- Téléphonie fixe (StarHub Voice)

## Concurrents
- SingTel
- M1 Limited (en)